# Soest-Zuid

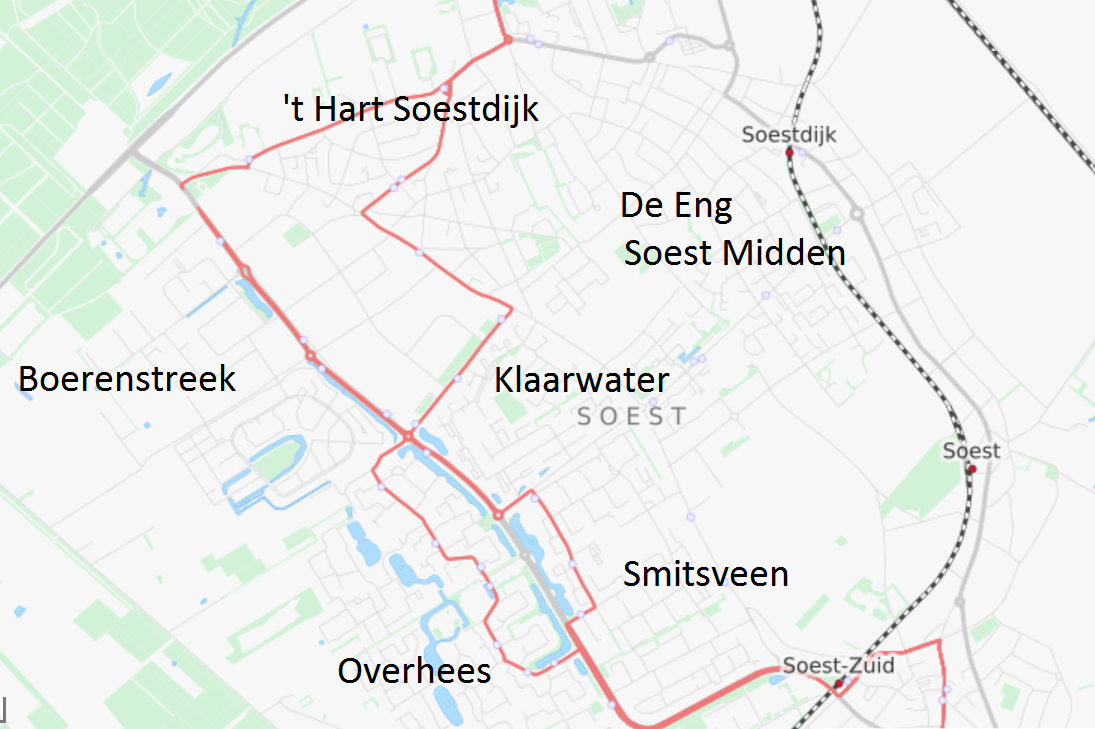
Wijken van Soest

Soest-Zuid is een woonwijk in Soest. De wijk bestaat uit de buurten Soest-Zuid, De Birkt, Soesterduinen, het Duinengebied, de Paltz en Vlasakkers. In de wijk wonen ongeveer 6000 mensen.
Het merendeel van de woonbebouwing bestaat uit vrijstaande of half-vrijstaande eengezinswoningen. Door de grotere kavels bleef het oorspronkelijke bos- en duinachtige karakter in een deel van de wijk behouden. De Birktstraat sluit aan op de Koningsweg en Ossendamweg en ontsluit de wijk richting het oostelijk gelegen Amersfoort. Aan de wijkontsluitende Soesterbergsestraat zijn veel winkels gevestigd. De promenade Soest Zuid en het Plein van Zuid vormen het op een na grootste winkelcentrum van Soest. Het winkelgebied bestaat uit de Zuid promenade, de winkels aan de Soesterbergsestraat en het Plein van Zuid. Soest Zuid heeft één supermarkt. Aan de Birktweg staat bus- en treinstation Soest Zuid. Tot de wijkvoorzieningen behoren verder twee basisscholen.
Sinds februari 2007 heeft de wijk een wijkbewonersteam.
’t Hart Soestdijk (Industrieterrein Soest - ’t Hart - Soestdijk) · 
Boerenstreek (Pijnenburg - Het Soesterveen - De Grachten - Boerenstreek) · 
De Eng Soest Midden (De Eng Noord West - De Eng - Soest Midden - Eemgebied - de Eng Zuid) ·  
Klaarwater · 
Overhees (De Zoom - Wieksloot - Overhees - Hees - Klein Engendaal - Klein Engendaal Noord) · 
Smitsveen ·  
Dorp Soesterberg (Soesterberg Noord - Soesterberg Oost - Leusderheide - Soesterberg Kom) · 
Soest-Zuid (Soest-Zuid - De Birkt - Soestduinen - Soester Duinen - Paltz - Vlasakkers)